# ポストに声を投げ入れて
『ポストに声を投げ入れて』（ポストにこえをなげいれて）は、YUKIの30枚目（通算32作目）のシングル。2016年7月13日にエピックレコードジャパンからリリースされた。

## 解説
前作「tonight」からおよそ8ヶ月ぶりのシングルである。
表題曲である「ポストに声を投げ入れて」は映画『ポケモン・ザ・ムービーXY&Z ボルケニオンと機巧のマギアナ』の主題歌として書き下ろされた。
通常盤に加えて、初回生産限定盤・期間生産限定アニメ盤がリリースされている。初回生産限定盤には「ポストに声を投げ入れて」のミュージックビデオを収録したDVDが付属している。
この曲での新たな試みとして「YUKIらしい歌い方と思われているものを敢えてなくして、淡々と歌ってみようと思った。」と語っている。
ライブでは2016年に行われたファンクラブ限定ライブでしか披露されておらず、アルバム『まばたき』リリースツアーでも演奏されなかった。ただし2017年3月放送の「SONGS」では披露されている。2022年に行われた「YUKI concert tour "SOUNDS OF TWENTY" 2022」アリーナ公演でツアー初披露された。

## シングル収録内容
| 全作詞: YUKI、全編曲: YUKI、玉井健二、百田留衣。 |                                                     |           |          |      |
| #                                                | タイトル                                            | 作詞      | 作曲     | 時間 |
| 1.                                               | 「ポストに声を投げ入れて」                          | YUKI      | 横山裕章 | 5:22 |
| 2.                                               | 「僕のモンスター」( 期間生産限定アニメ盤には未収録) | YUKI      | 長沼良   | 5:27 |
| 合計時間:                                        | 合計時間:                                           | 合計時間: | 10:49    |      |

| #  | タイトル                                | 作詞 | 作曲・編曲 |
| -- | --------------------------------------- | ---- | ---------- |
| 1. | 「ポストに声を投げ入れて」(Music Video) |      |            |